# Dembeni

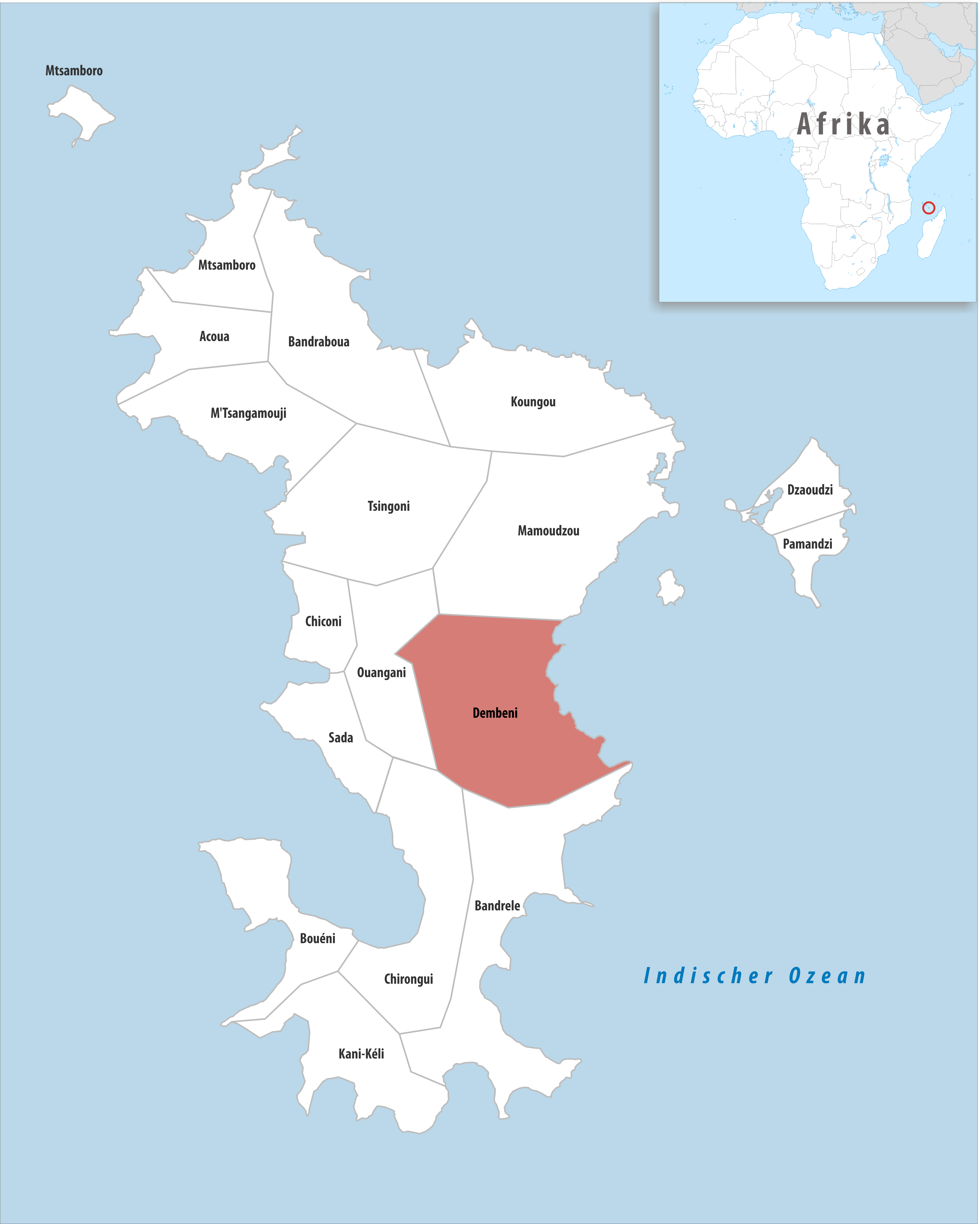
Kommunen Dembenis läge i Mayotte.

Dembeni (även: Dembéni) är en kommun i det franska utomeuropeiska departementet Mayotte i Indiska oceanen. År 2017 hade Dembeni 15 848 invånare.

## Byar
Kommunen Dembeni delas i följande byar (folkmängd 2007 inom parentes):
- Dembeni (2 499)
- Ongojou (1 233)
- Iloni (2 262)
- Ajangoua (1 493)
- Tsararano (2 654)